# Lucas Moura
Lucas Rodrigues Moura da Silva (1992. augusztus 13. –) ismert néven Lucas Moura vagy Lucas brazil válogatott labdarúgó középpályás, a São Paulo játékosa. 2012-ben ezüstérmet szerzett az olimpiai játékokon.

## Sikerei, díjai
São Paulo
- Copa Sudamericana: 2012
- Brazil kupa: 2023
- Brazil szuperkupa: 2024

Paris Saint-Germain
- Francia bajnok (4): 2012–13, 2013–14, 2014–15, 2015–16

- Francia kupagyőztes (3): 2014–15, 2015–16, 2016–17

- Francia ligakupa-győztes (4): 2013–14, 2014–15, 2015–16, 2016–17

- Francia szuperkupa-győztes: (5): 2013, 2014, 2015, 2016, 2017

### Válogatott
Brazília
- Dél-amerikai U20-as bajnok: 2011
- Superclásico de las Américas: 2011
- Nyári olimpiai játékok – ezüstérmes: 2012
- Konföderációs kupa: 2013

### Egyéni
- Brazil bajnokság – az év csapata: 2012
- Bola de Ouro: 2012
- UNFP a Ligue 1 – a hónap játékosa: 2014 október
- Premier League – a hónap játékosa: 2018 augusztus

## Játékos statisztikái

### Klub
Legutóbb frissítve: 2023. május 28-án.
| Klub                | Szezon         | Liga           | Liga | Liga  | Nemzeti Kupa | Nemzeti Kupa | Ligakupa | Ligakupa | Európai | Európai | Egyéb | Egyéb | Összesen | Összesen |
| Klub                | Szezon         | Bajnokság      | P.   | Gólok | P.           | Gólok        | P.       | Gólok    | P.      | Gólok   | P.    | Gólok | P.       | Gólok    |
| ------------------- | -------------- | -------------- | ---- | ----- | ------------ | ------------ | -------- | -------- | ------- | ------- | ----- | ----- | -------- | -------- |
| São Paulo           | 2010           | Série A        | 25   | 4     | 0            | 0            | —        | —        | 0       | 0       | 0     | 0     | 25       | 4        |
| São Paulo           | 2011           | Série A        | 28   | 9     | 4            | 0            | —        | —        | 3       | 1       | 8     | 3     | 43       | 13       |
| São Paulo           | 2012           | Série A        | 21   | 6     | 9            | 2            | —        | —        | 9       | 2       | 21    | 6     | 60       | 16       |
| São Paulo           | Összesen       | Összesen       | 74   | 19    | 13           | 2            | —        | —        | 12      | 3       | 29    | 9     | 128      | 33       |
| Paris Saint-Germain | 2012–2013      | Ligue 1        | 10   | 0     | 1            | 0            | 0        | 0        | 4       | 0       | —     | —     | 15       | 0        |
| Paris Saint-Germain | 2013–2014      | Ligue 1        | 36   | 5     | 2            | 0            | 4        | 0        | 10      | 0       | 1     | 0     | 53       | 5        |
| Paris Saint-Germain | 2014–2015      | Ligue 1        | 29   | 7     | 4            | 1            | 4        | 0        | 8       | 0       | 1     | 0     | 46       | 8        |
| Paris Saint-Germain | 2015–2016      | Ligue 1        | 36   | 9     | 6            | 1            | 4        | 1        | 9       | 2       | 1     | 0     | 56       | 13       |
| Paris Saint-Germain | 2016–2017      | Ligue 1        | 37   | 12    | 5            | 3            | 3        | 2        | 7       | 1       | 1     | 1     | 53       | 19       |
| Paris Saint-Germain | 2017–2018      | Ligue 1        | 5    | 1     | 1            | 0            | 1        | 0        | 0       | 0       | 0     | 0     | 7        | 1        |
| Paris Saint-Germain | Összesen       | Összesen       | 153  | 34    | 19           | 5            | 16       | 3        | 38      | 3       | 4     | 1     | 230      | 46       |
| Tottenham Hotspur   | 2017–2018      | Premier League | 6    | 0     | 4            | 1            | —        | —        | 1       | 0       | —     | —     | 11       | 1        |
| Tottenham Hotspur   | 2018–2019      | Premier League | 32   | 10    | 2            | 0            | 3        | 0        | 12      | 5       | —     | —     | 49       | 15       |
| Tottenham Hotspur   | 2019–2020      | Premier League | 35   | 4     | 5            | 2            | 1        | 0        | 6       | 1       | —     | —     | 47       | 7        |
| Tottenham Hotspur   | 2020–2021      | Premier League | 30   | 3     | 3            | 1            | 4        | 0        | 13      | 5       | —     | —     | 50       | 9        |
| Tottenham Hotspur   | 2021–2022      | Premier League | 34   | 2     | 2            | 1            | 4        | 2        | 5       | 1       | —     | —     | 45       | 6        |
| Tottenham Hotspur   | 2022–2023      | Premier League | 15   | 1     | 1            | 0            | 0        | 0        | 3       | 0       | —     | —     | 19       | 1        |
| Tottenham Hotspur   | Összesen       | Összesen       | 152  | 20    | 17           | 5            | 12       | 2        | 40      | 12      | —     | —     | 221      | 39       |
| Teljes karrier      | Teljes karrier | Teljes karrier | 379  | 73    | 48           | 12           | 28       | 4        | 90      | 18      | 33    | 10    | 578      | 118      |

1. 1 2  Pályára lépései a Campeonato Paulistaban.
2. 1 2 3 4  Pályára lépése a Francia szuperkupán.

### A válogatottban
Legutóbb frissítve: 2018. október 12-én.
| Nemzet   | Év       | Pályára lépések | Gólok |
| -------- | -------- | --------------- | ----- |
| Brazília | 2011     | 10              | 1     |
| Brazília | 2012     | 12              | 2     |
| Brazília | 2013     | 9               | 1     |
| Brazília | 2015     | 2               | 0     |
| Brazília | 2016     | 1               | 0     |
| Brazília | 2018     | 1               | 0     |
| Összesen | Összesen | 35              | 4     |

### Góljai a válogatottban
| #  | Dátum                | Helyszín                                  | Ellenfél      | Gól | Végeredmény | Verseny                      |
| -- | -------------------- | ----------------------------------------- | ------------- | --- | ----------- | ---------------------------- |
| 1. | 2011. szeptember 28. | Estádio Olímpico do Pará, Belém, Brazília | Argentína     | 1–0 | 2–0         | Superclásico de las Américas |
| 2. | 2012. szeptember 10. | Estádio do Arruda, Recife, Brazília       | Kína          | 3–0 | 8–0         | Barátságos mérkőzés          |
| 3. | 2012. október 11.    | Swedbank Stadion, Malmö, Svédország       | Irak          | 6–0 | 6–0         | Barátságos mérkőzés          |
| 4. | 2013. június 9.      | Arena do Grêmio, Porto Alegre, Brazília   | Franciaország | 3–0 | 3–0         | Barátságos mérkőzés          |

## Külső hivatkozások
- Lucas Moura adatlapja a worldfootball.net oldalon (angolul)
- Lucas Moura adatlapja a National-Football-Teams.com oldalon (angolul)